# 娄底站
娄底站位于中国湖南省娄底市，始建于1959年，1997年搬迁到新址，为广州铁路集团娄底车务段旗下客货运一等车站，主要铁路是沪昆铁路、益湛铁路。车站离上海南站1249公里、离昆明站1411公里；离洛阳东站1031公里、离湛江站955公里。

## 历史
湘黔铁路初建于1936年，娄底至谷水段于1938年12月8日建成通车，但随后就因为中日战争的因素于1939年被当时的国民政府拆除。1958年车站随湘黔铁路再次动工，1959年11月随湘潭至娄底段建成而临时通车，1960年娄邵铁路（现益湛铁路）接入车站并开始临时运营，1961年通车至金竹山。1965年6月娄底站正式投入运营，被定为三等站，当时站内设有8条股道:285,6。
随着三线建设的推进，车站于1970年开始扩建，股道扩建至15条。1971年8月车站升为二等站，股道扩建至20条。1982年车站又被升为一等站。至1989年，车站设有到发线9条、编发线1条、编组线10条、牵出线3条；候车室面积899平方米、售票处79.5平方米，站内设有2座客运站台，并有天桥连接:286。
娄底站在株六复线建设工程中进行了改扩建工程。新客运站房于1996年4月在娄底市氐星路北端破土动工，1998年1月1日投入营运。当时设有2座旅客站台、3条到发线。
2011年车站曾对站场设备进行过改造。2015年为配合娄邵铁路擴能改造工程，车站对站场进行了扩建及改造工程。工程包括新增1个旅客站台和2条旅客到发线，并将原有站台改建为高站台，此外在既有区段站西侧新建上行到达场及娄邵联络线，为此部分列车在施工期间停办娄底站的客运业务。娄邵线于2015年12月30日接入车站，而全部站改工程则于2016年7月1日完工并投入使用。

## 车站设施

### 站房
娄底站客运站放于1998年投入使用，长181米、宽36米，面积11117平方米。主楼顶部采用锥形采光罩，同时在中段钟楼顶部设有不锈钢圆球，以体现娄底作为“湘中明珠”的意向。车站主楼和售票厅均为长30米、宽36米。
- 进站大厅
- 第三候车室
- 进站天桥
- 出站口

### 站场
其中客场又被称为I场，设有3座站台、5条旅客列车到发线，洛湛铁路由本站分出；北侧并列布置一级三场区段站，分别为下行到发场、调车场（Ⅱ场）和上行到发场（Ⅲ场）。2016年建成的洛湛铁路娄邵复线则由上行到发场下行咽喉分出。
区段站西侧设有到达场（Ⅳ场），设8条到发线，承担着列车往涟钢方向的运输任务，日接发能力200列，解编能力104列。

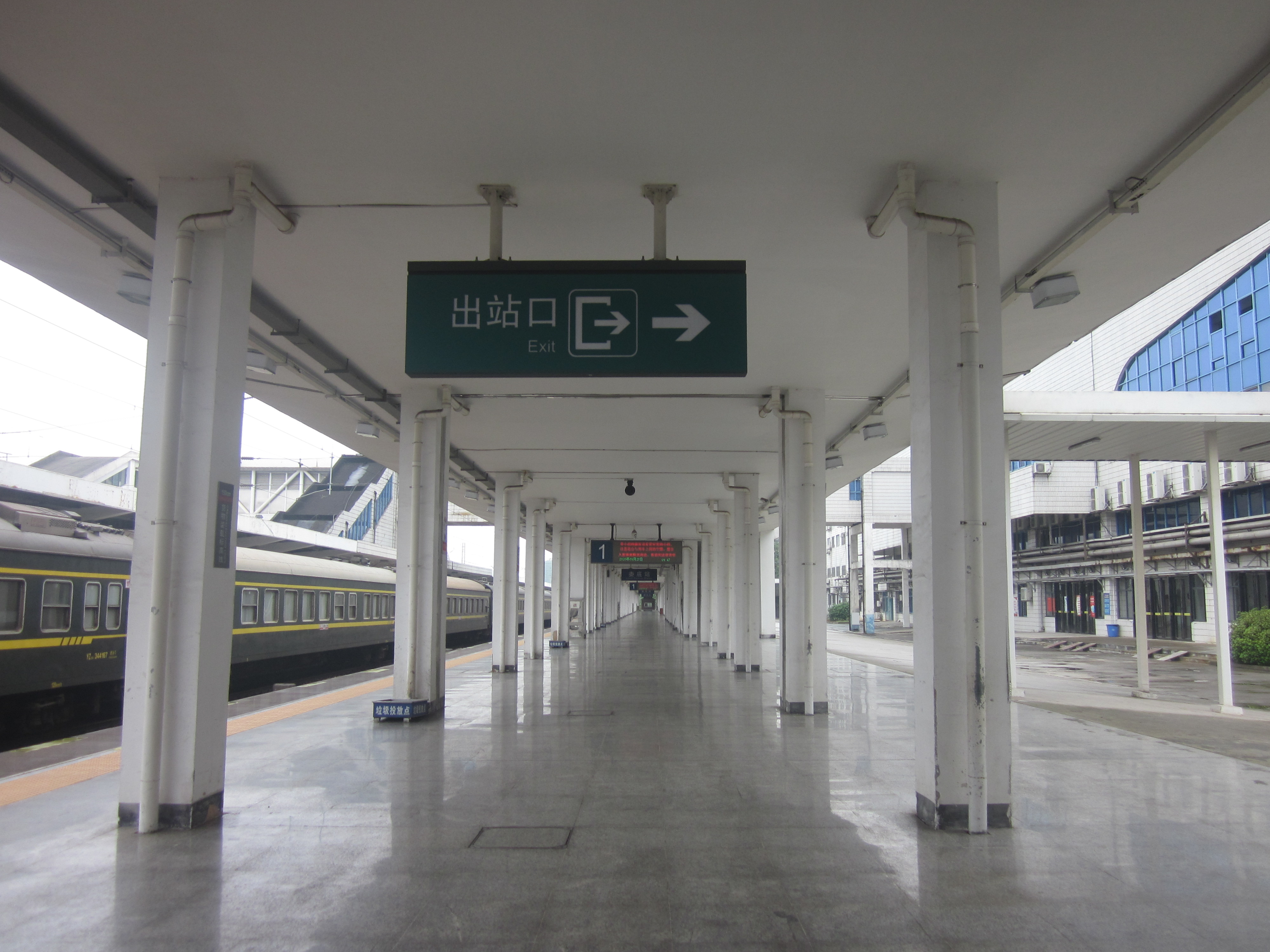
1站台
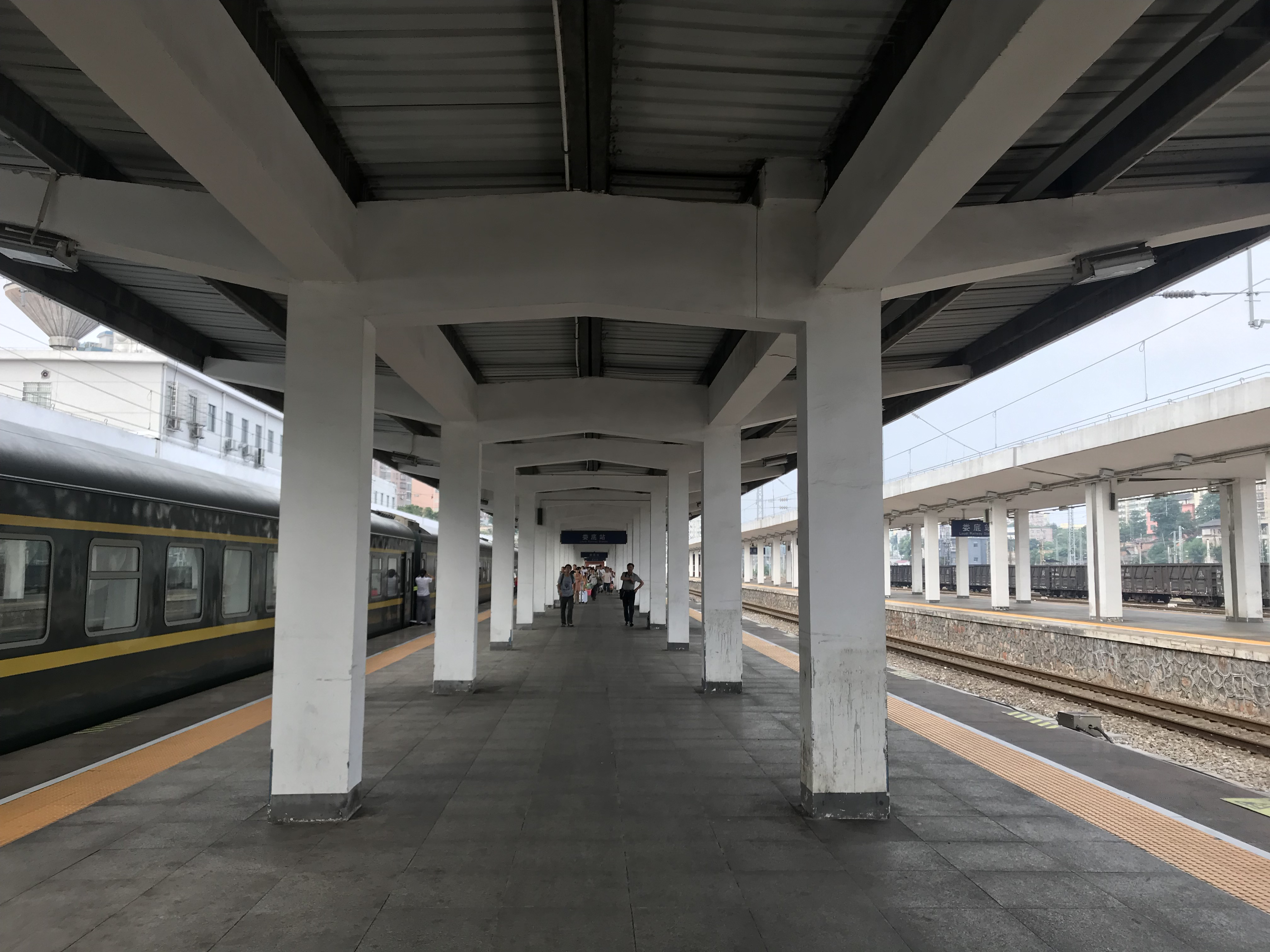
2、3站台
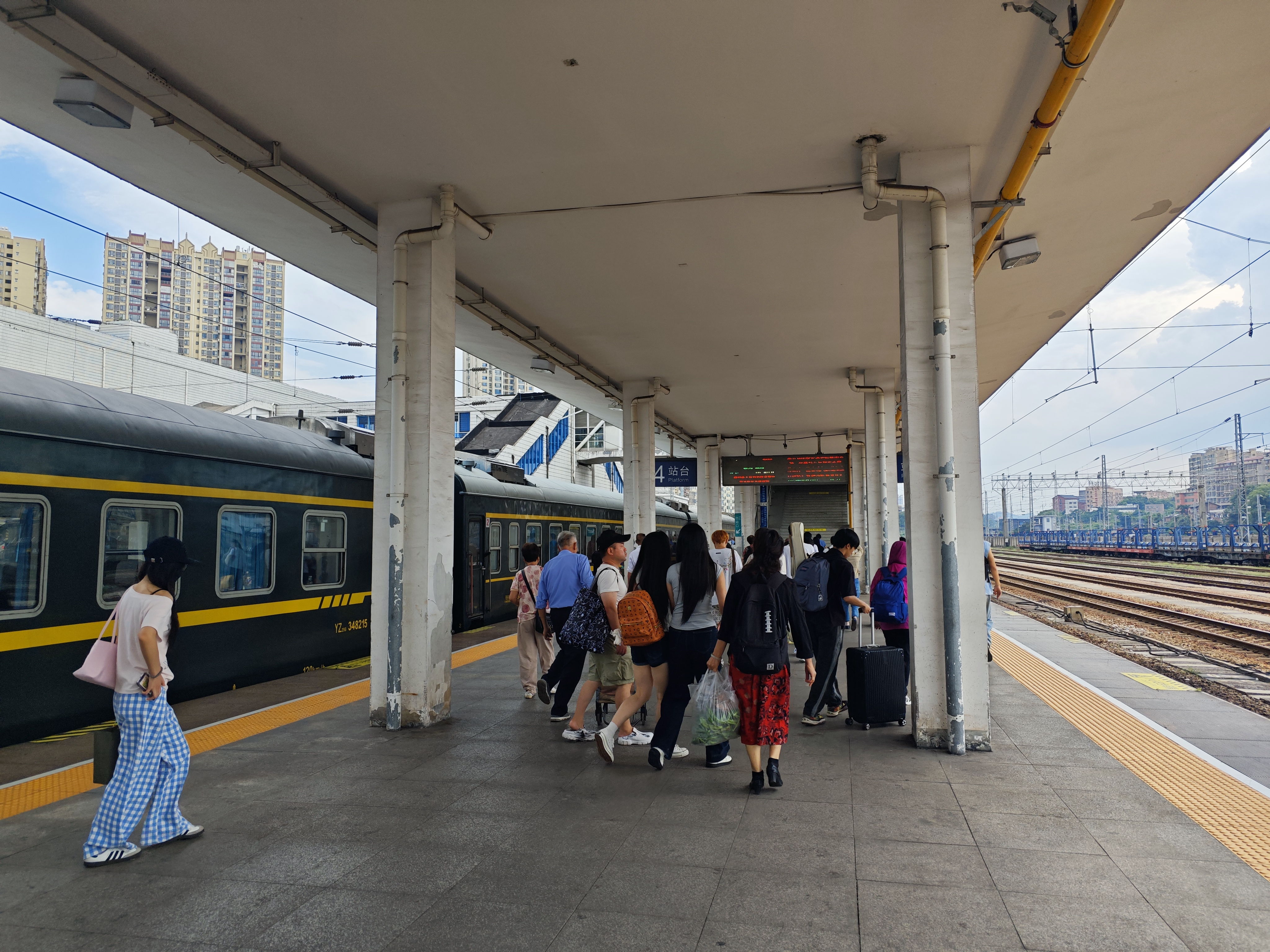
4、5站台
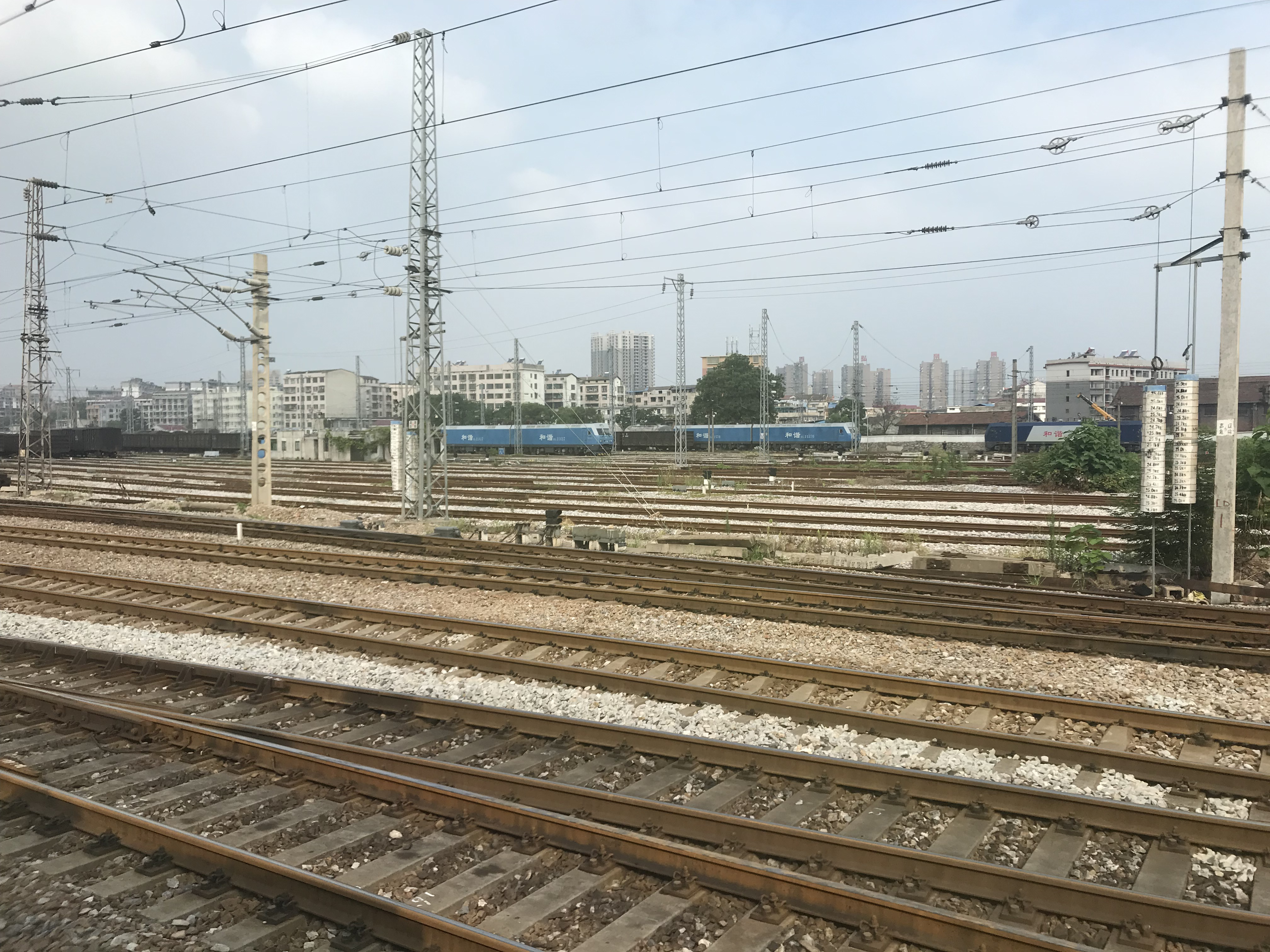
娄底区段站
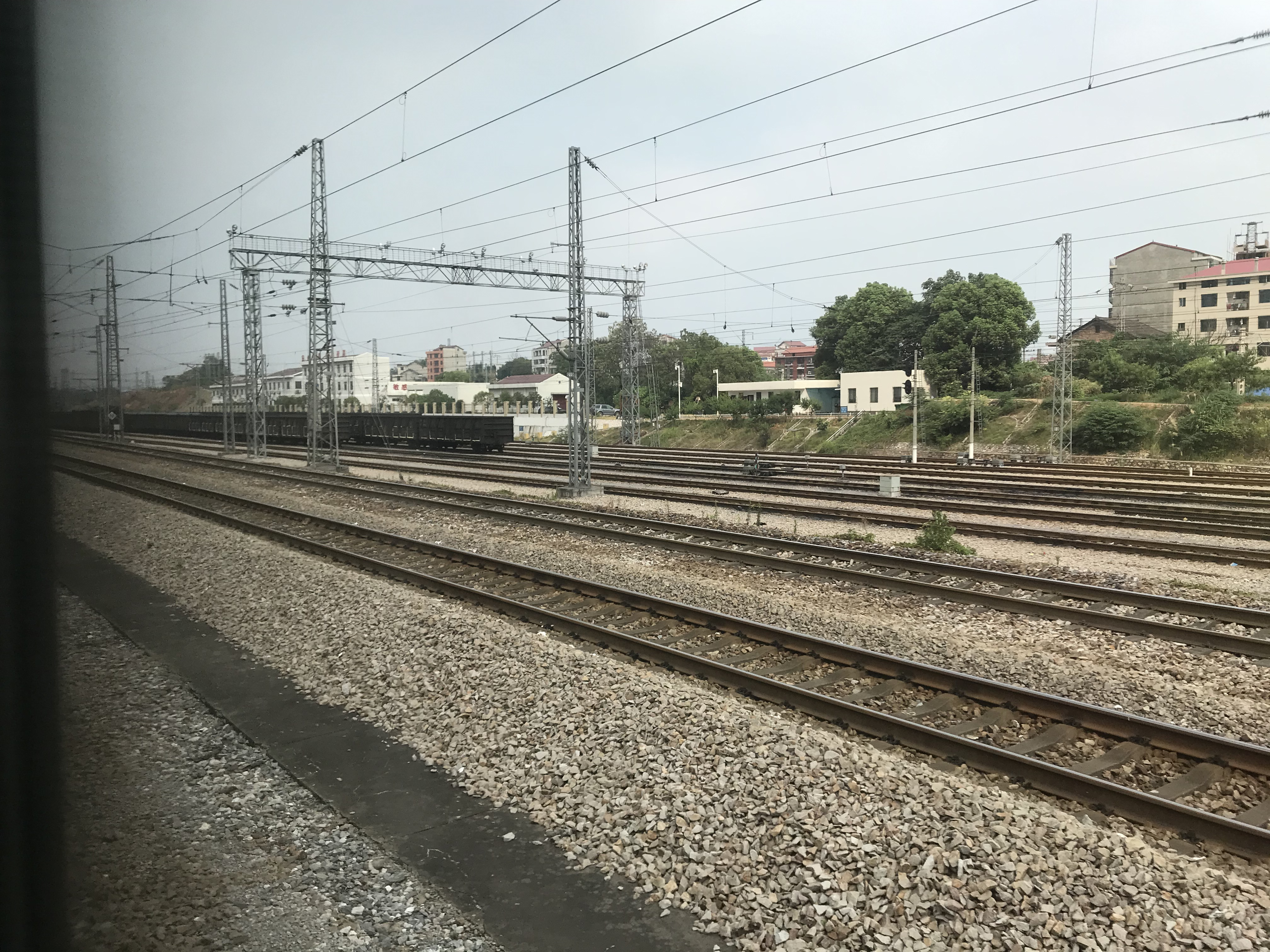
上行到发场

## 使用情况
娄底站是沪昆铁路、益湛铁路经过的重要枢纽。每日旅客列车100次。